# Lederwanze
Die Lederwanze (Coreus marginatus), auch Große Randwanze, Saumwanze oder Gewöhnliche Randwanze genannt, gehört zur Familie der Randwanzen (Coreidae).

## Merkmale
Sie wird etwa 10,5 bis 16 Millimeter lang, ihre Hinterleibsränder ragen seitwärts unter den Flügeln hervor. Namensgebend ist ihr ledriges, mittel- bis dunkelbraunes Aussehen, das im Herbst zu einem schwarzbraun wird. Ihre Körperoberfläche ist rau. Sie duftet nach Äpfeln. Im Flug sieht man den leuchtend roten Hinterleibsrücken.
Sie kann mit Enoplops scapha oder der Rhombenwanze (Syromastus rhombeus) verwechselt werden.

## Lebensweise
Die Lederwanze lebt im Frühjahr, ab etwa April, auf Bäumen und Sträuchern. Die Eiablage an verschiedene Ampfer- und Knöterich-Arten erfolgt im Mai bis Juni. Die nach drei bis fünf Wochen schlüpfenden Nymphen saugen dort zunächst an den Blättern, später an den Früchten. Ab Juli findet man nach einer Entwicklung über fünf Stadien die neue Imago sowohl auf den Saugpflanzen ihrer Entwicklungsstadien, wie auch auf Heckensträuchern (Brombeeren), verschiedenen Stauden (unter anderem Rainfarn) und Disteln, auch Weidenröschen. Auf den großblättrigen Ampferarten hinterlassen die Saugakte auffällige kreisrunde rote Flecken. Die Wanze kann ein Abwehrsekret verspritzen. Es färbt die menschliche Haut braun, ähnlich wie zum Beispiel das Wehrdrüsensekret des Großen Totenkäfers. Sie überwintert an geschützten Stellen im Bodenstreu. Sie kommt in Europa und Sibirien vor.

## Galerie

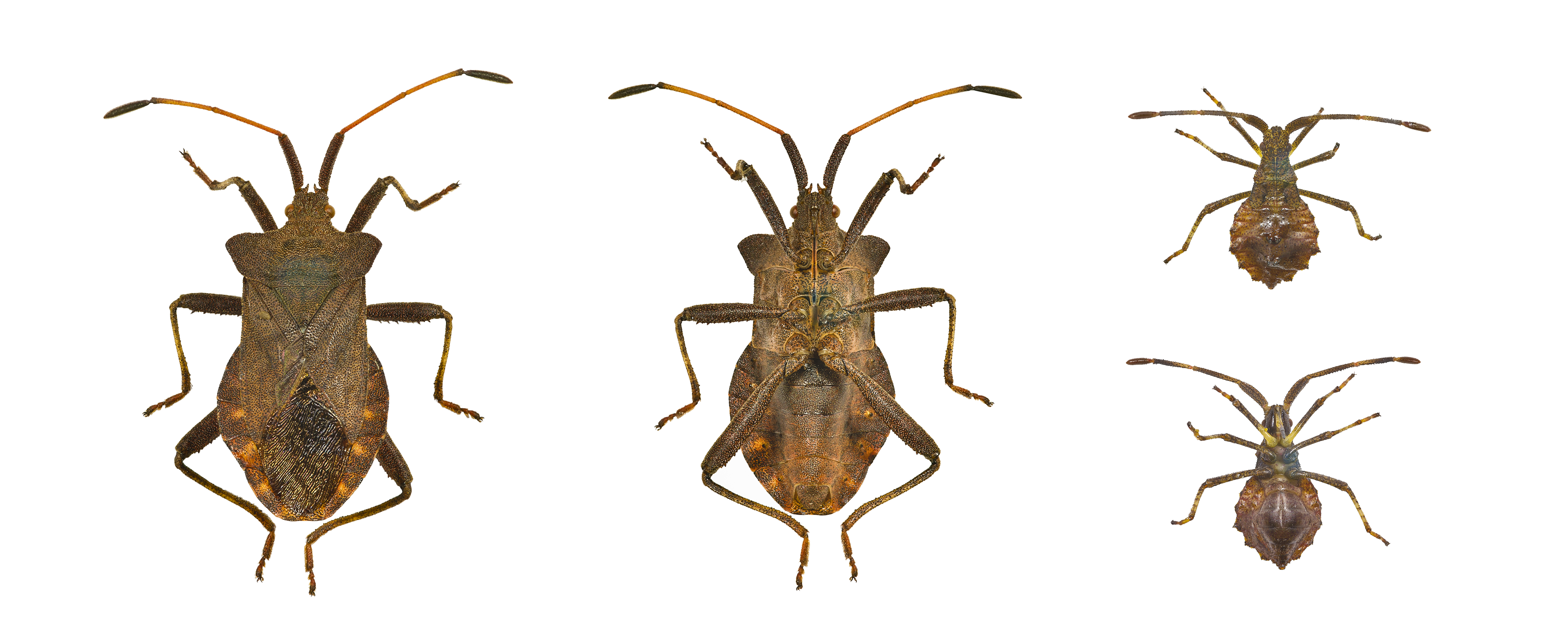
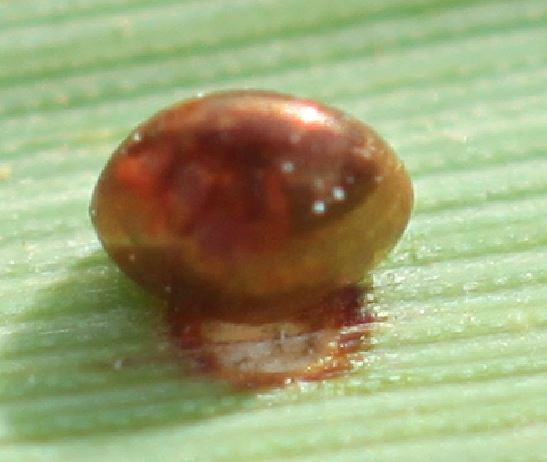
Ei (1,8 mm lang) auf einem Grashalm
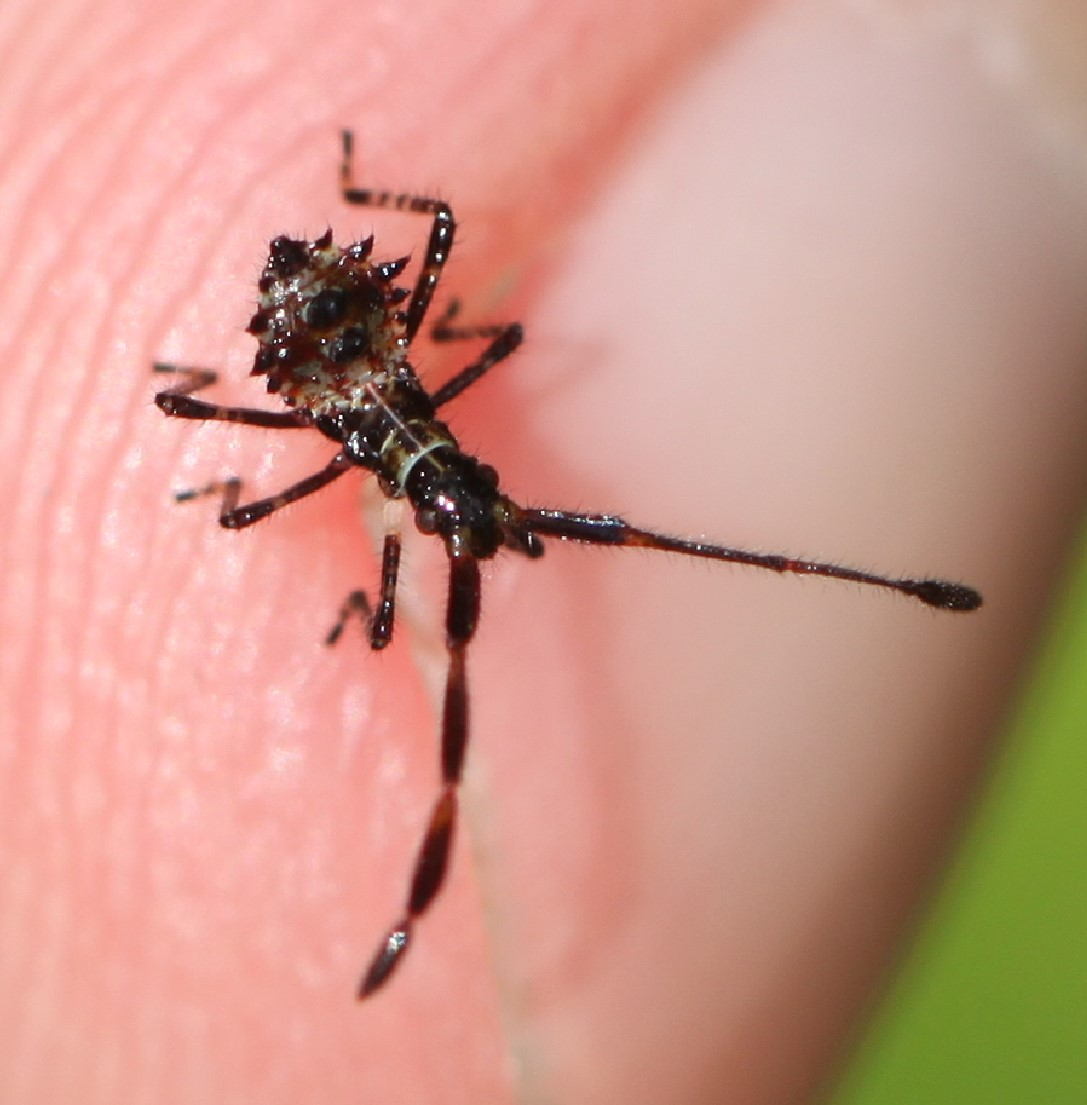
frisch geschlüpfte Nymphe (Dorsalansicht)
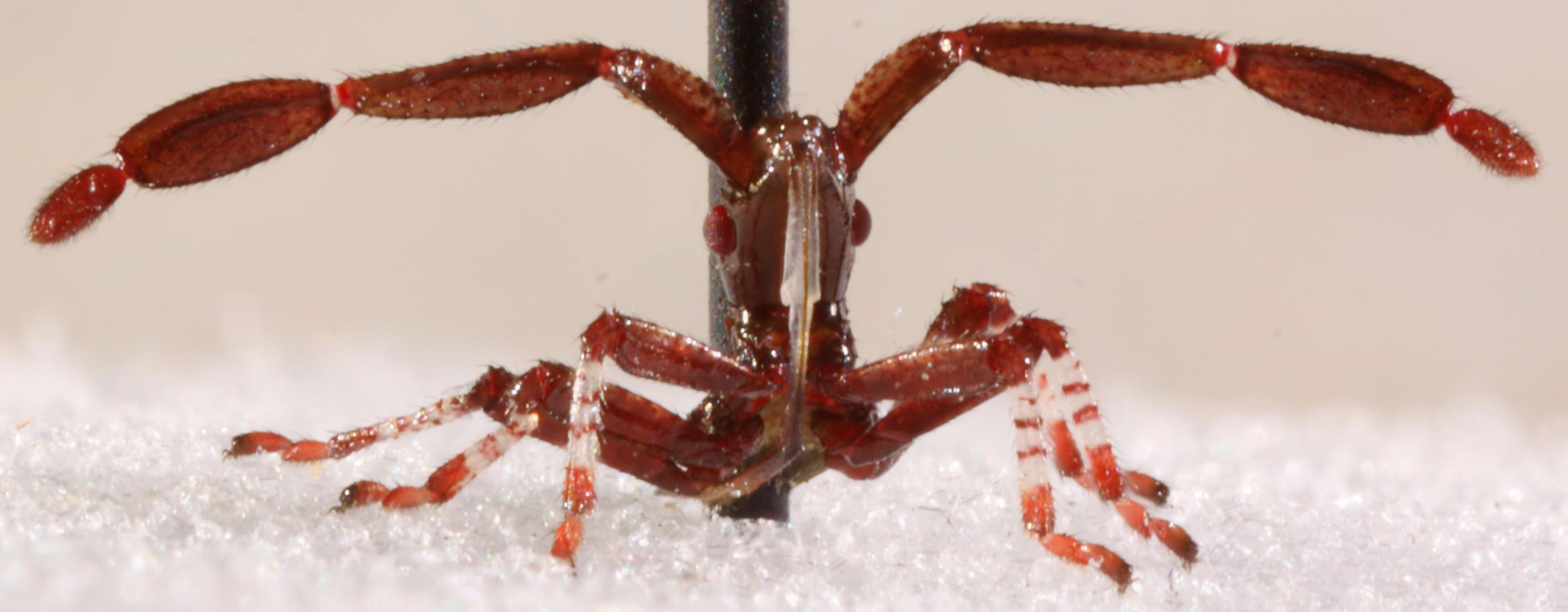
Frisch geschlüpfte Nymphe von Coreus marginatus mit den vergleichsweise sehr großen Fühlern
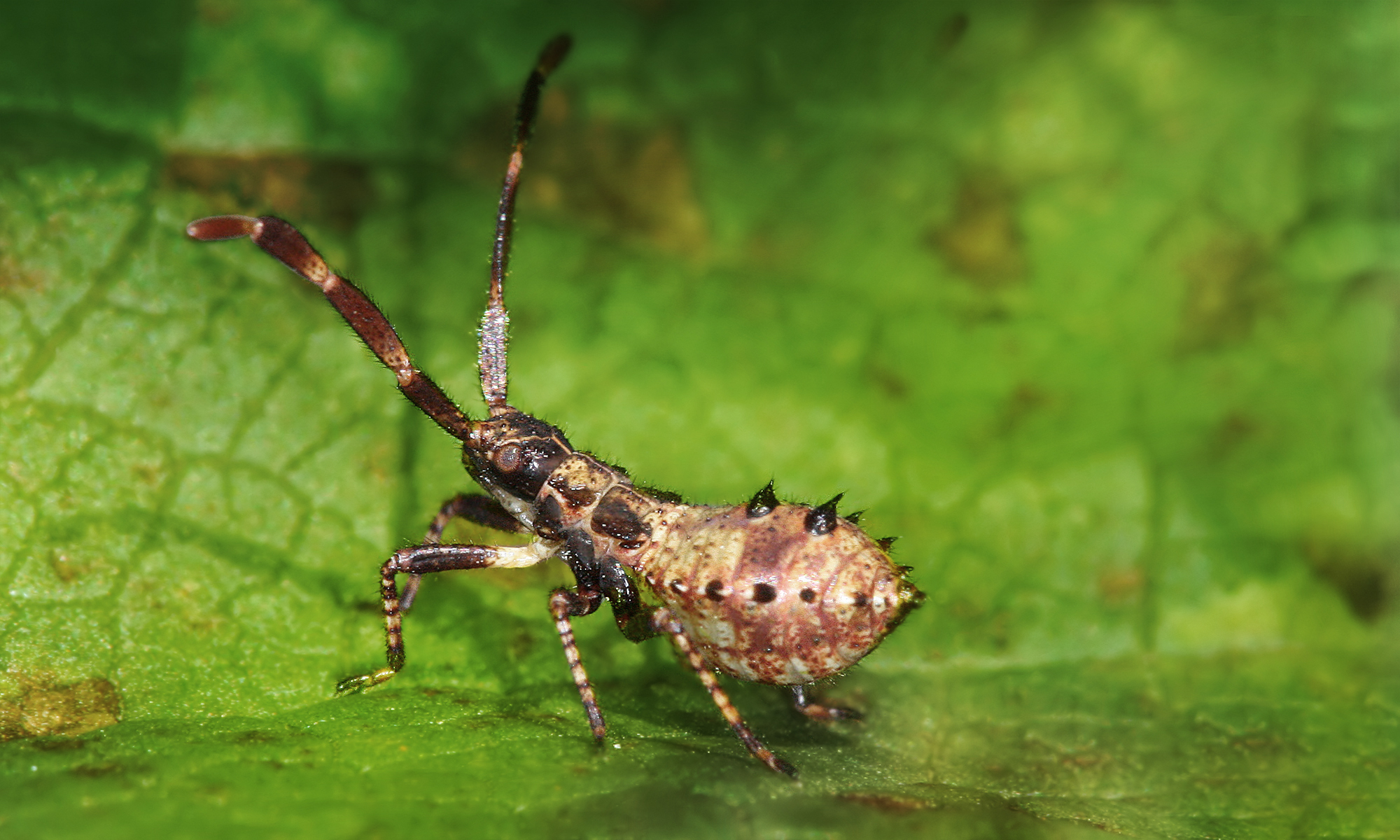
Nymphe der Lederwanze in einem frühen Stadium
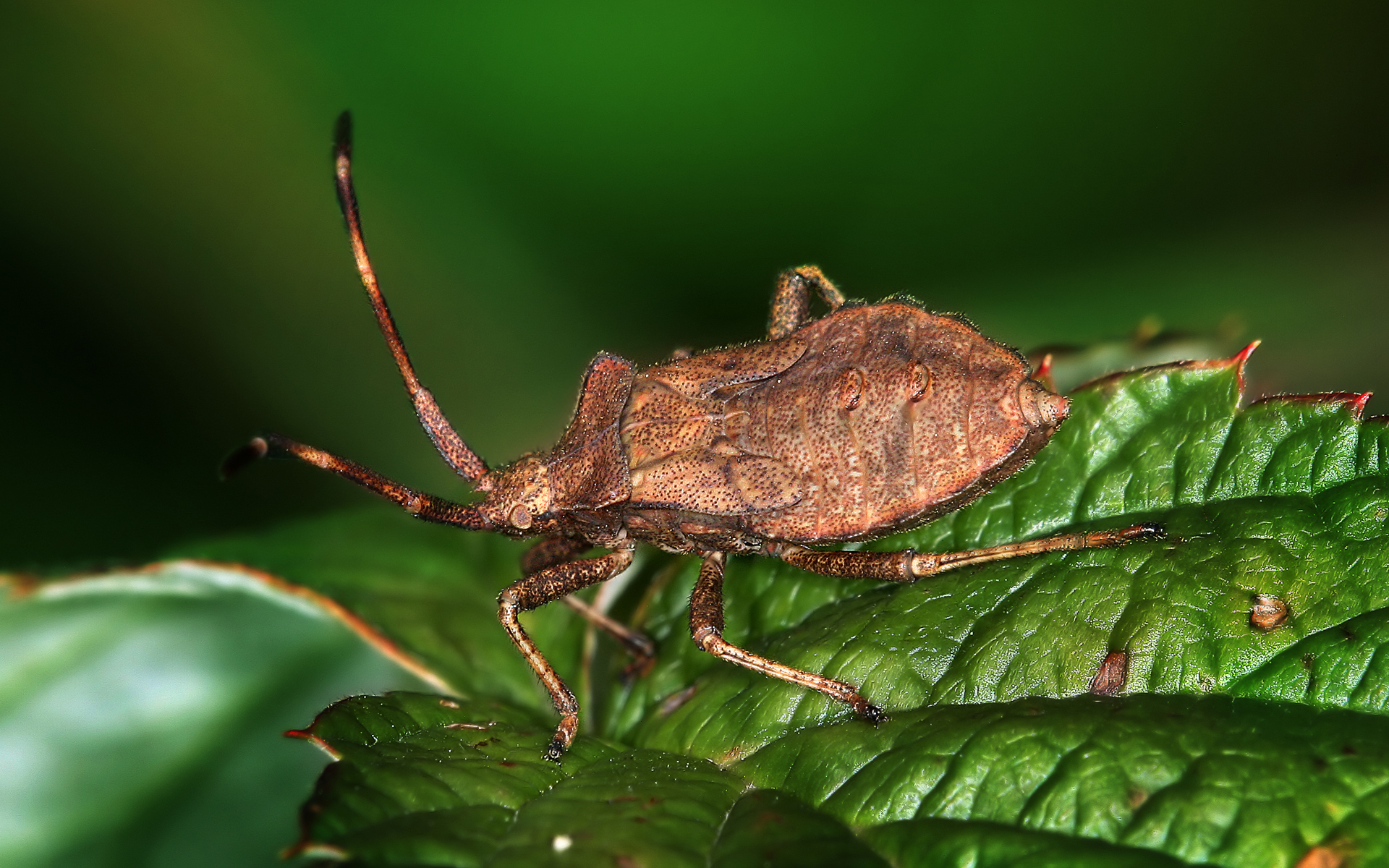
Nymphe der Lederwanze in einem späteren Stadium
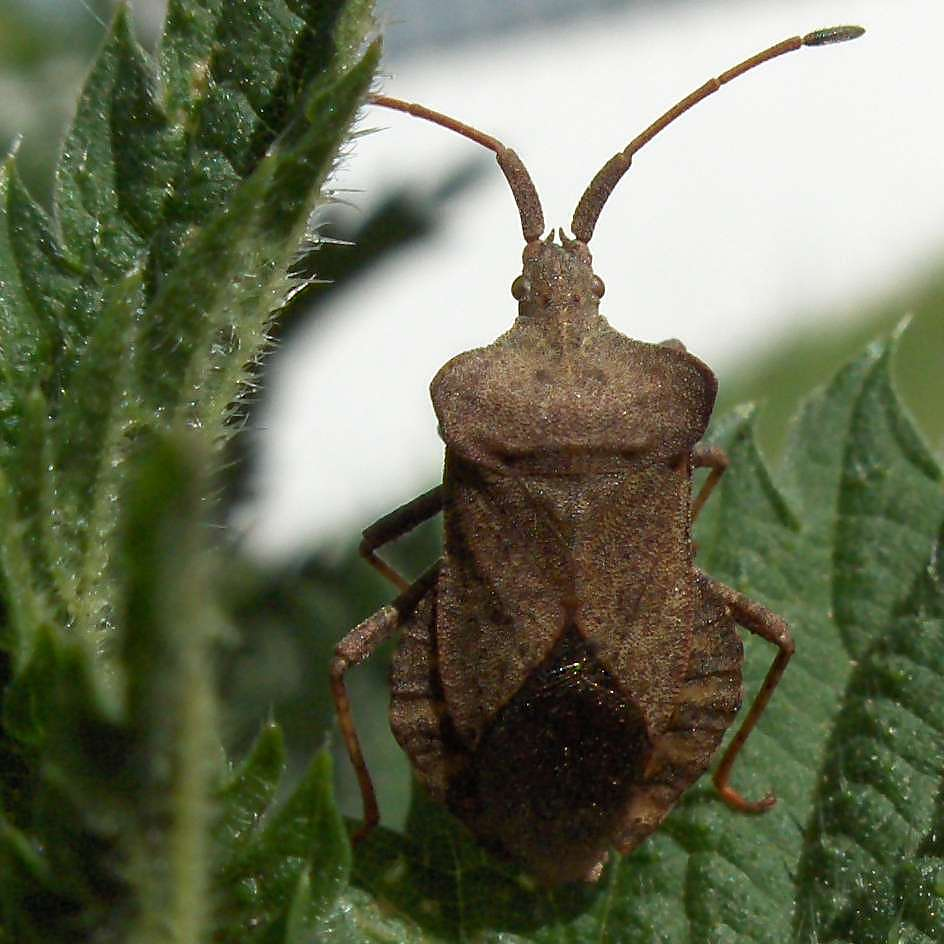
Coreus marginatus hat zwischen den Fühlern zwei kleine Vorsprünge, bekannt als antenniferöse Tuberkel, die verwendet werden können, um diese Art von anderen oberflächlich ähnlichen Arten zu unterscheiden
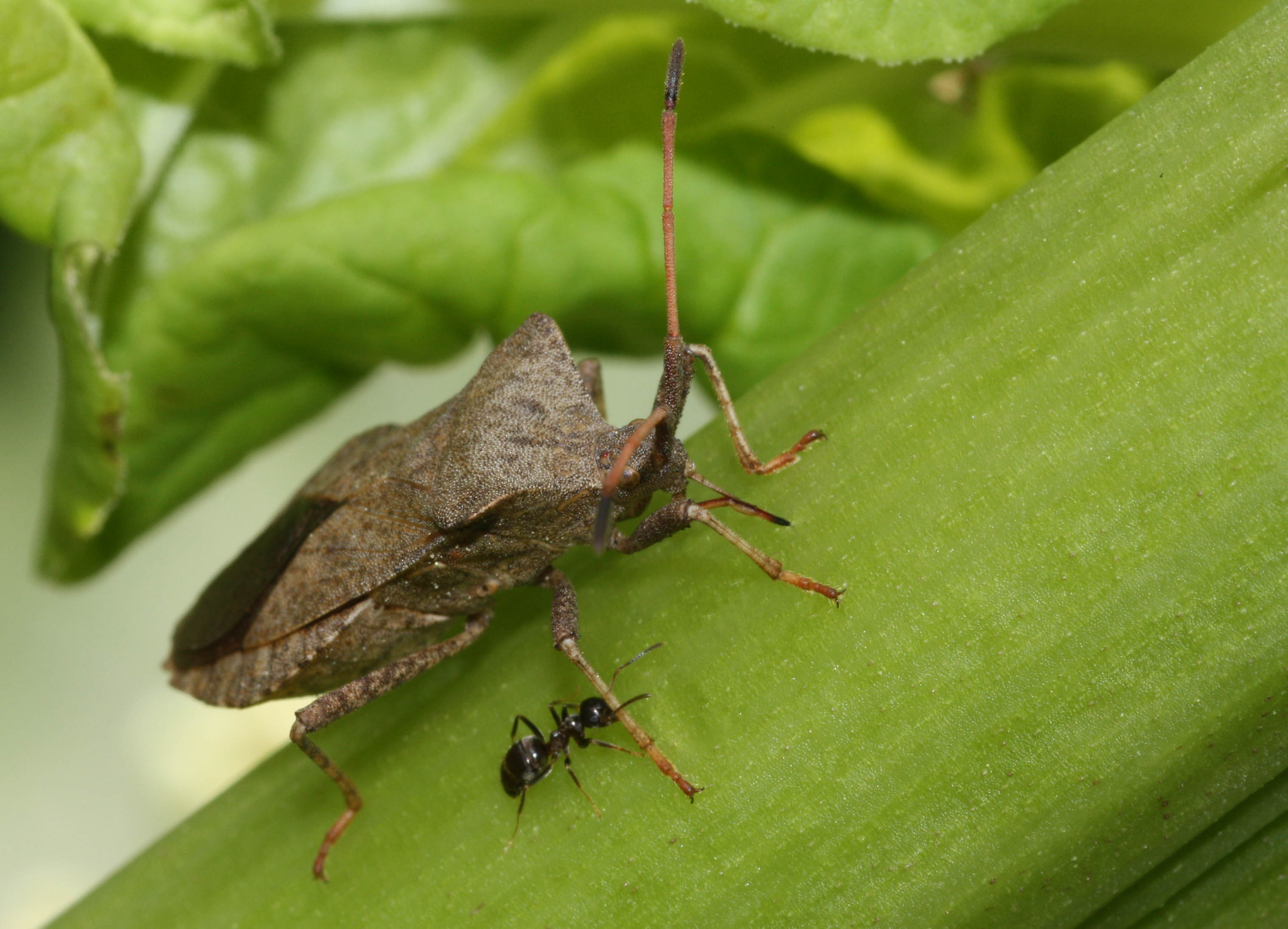
Lederwanze, saugt an Rhabarberstängel
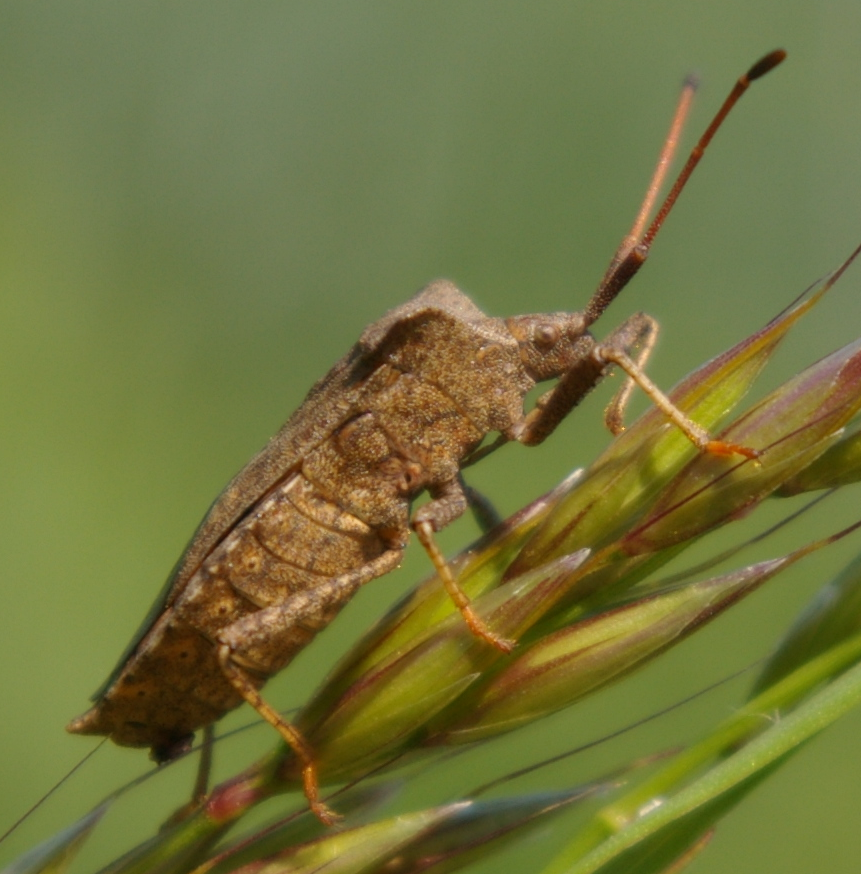
Lederwanze in Seitenansicht von rechts
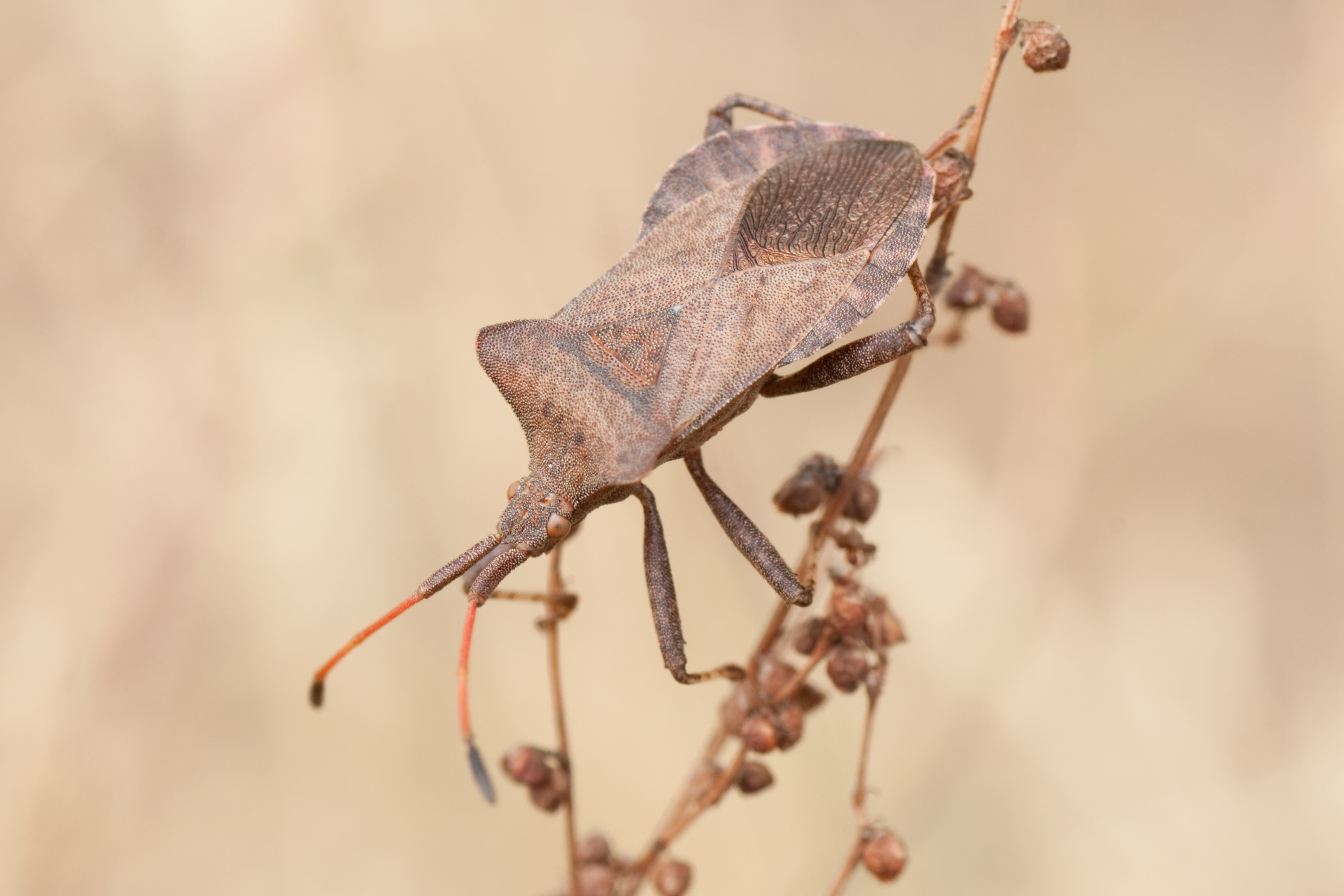

- Videoaufnahme einer Lederwanze